# فيلقية بيرمنغهامية
فيلقية بيرمنغهامية (الاسم العلمي: Legionella birminghamensis) هي نوع من البكتيريا يتبع جنس الفيلقية من الفصيلة الفيالقية. تم عزلها من متلقي لعملية زرع القلب ومن المياه بالقرب من كليرمون فيران في فرنسا.